# Рудолф Ноак
Рудолф „Руди“ Ноак (30. март 1913. — 30. јун 1947) био је немачки фудбалер. Играо је на Светском првенству 1934. године, постигавши један гол на турниру против Чехословачке у полуфиналу.

## Други светски рат
Током Другог светског рата Ноак је позван и служио је као каплар у немачкој војсци са јединицама за борбу углавном у Хамбургу, Бечу и у Бохемији, где је на крају рата заробљен од стране совјетских снага. Он је умро у логору за ратне заробљенике код Орска, 30. јуна 1947.